# 井波洋
井波 洋（いば ひろし、1962年8月23日 - ）は、日本の実業家。神戸電鉄の代表取締役社長。
2024年（令和6年）6月より神戸電鉄代表取締役社長（第18代）に就任。長期経営ビジョンの策定などを行い、神戸電鉄グループの長期的な発展に注力している。

## 来歴
1985年（昭和60年）3月に九州大学経済学部を卒業後、4月に阪急電鉄（法人格としては現在の阪急阪神ホールディングス）に入社。
2008年（平成20年）6月、北大阪急行電鉄(株)取締役企画部長。2009年（平成21年）6月、北大阪急行電鉄(株)常務取締役。
その間2008年、同志社大学大学院社会学研究科産業関係学専攻博士後期課程修了。2009年博士（産業関係学）取得。
2012年（平成24年）4月、阪急阪神ホールディングス(株)グループ経営企画室部長。
2015年（平成27年）4月、阪急バス(株)常務取締役。2016年（平成28年）4月、阪急バス(株)代表取締役社長。2024年（令和6年）4月、神戸電鉄(株)顧問。同年6月、神戸電鉄(株)第18代代表取締役社長。